# مفتاح دوار

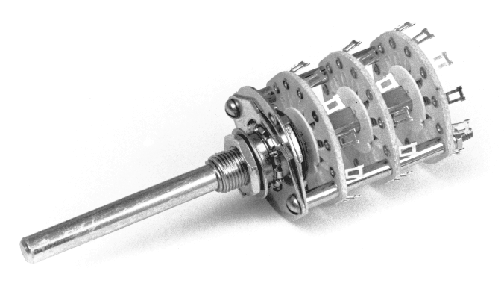
يسمح المفتاح الدوار بثلاثة أسطح بالتحكم في ثلاث وظائف مختلفة للدائرة

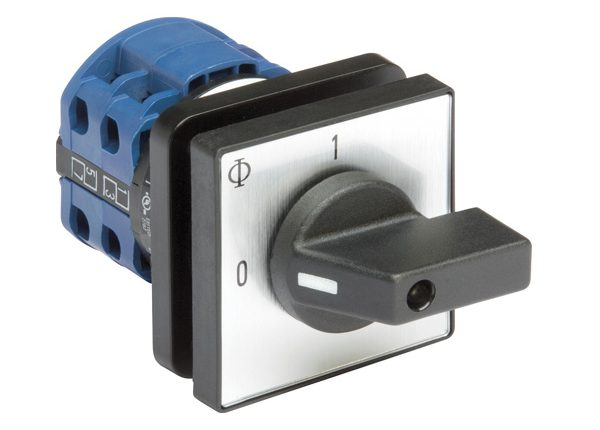
مفتاح دوار للتيار المتردد

المفتاح الدوار أو المبدل الدوار (Rotary switch) هو مفتاح يتم تشغيله بالدوران. غالبًا ما يتم اختيارها عند الحاجة إلى أكثر من موضعين، مثل مروحة ثلاثية السرعات أو راديو CB بترددات استقبال متعددة أو مبدل "القنوات".
يتكون المفتاح الدوار من مغزل أو " دوار " متصل بعتلة او ذراع عند دورانه يلامس أو يحتك بتماسات او اجزاء بارزة تتسبب باصدار صوت "تكتكة" كنوع من القراءة السمعية، ويبرز من سطح الجهاز كعدسة الكاميرا. قد تعبر التماسات عن مجموعة من المحطات، مرتبة في دائرة حول الدوار، كل منها يعمل كجهة اتصال لـ "التكلم" الذي يمكن من خلاله توصيل أي واحد من عدد من الدوائر الكهربائية المختلفة بالدوار. قد يكون المفتاح مزود بطبقات للسماح باستخدام أعمدة متعددة، كل طبقة تعادل قطبًا واحدًا. بدلاً من ذلك يمكن أن يقتصر الدوران على جزء (نصف؛ ثالث إلخ) من دائرة، ثم يمكن أن تحتوي كل طبقة على عدة أقطاب (اثنان ثلاثة ..إلخ). عادةً ما يكون لمثل هذا المفتاح آلية مانعة لذلك "ينقر" من موضع نشط إلى آخر بدلاً من التوقف في موضع وسيط. وبالتالي يوفر المفتاح الدوار إمكانات أكبر للقطب والرمي مقارنة بالمفاتيح الأبسط.
تم استخدام المفاتيح الدوارة كمحددات للقنوات على مستقبلات التليفزيون حتى أوائل السبعينيات كمحددات النطاق على معدات القياس الكهربائية، وكمحددات النطاق على أجهزة الراديو متعددة النطاقات، إلخ.
تستخدم المفاتيح الدوارة الحديثة آلية "العجلة النجمية" لتوفير مواضع التحويل، مثل كل 30 أو 45 أو 60 أو 90 درجة. يتم بعد ذلك تثبيت حدبات النايلون خلف هذه الآلية وتنزلق جهات الاتصال الكهربائية المحملة بنابض حول هذه الكاميرات. يتم قطع الحدبات أو قطعها حيث يجب أن تغلق جهة الاتصال لإكمال دائرة كهربائية.
بعض المفاتيح الدوارة قابلة للتكوين بواسطة المستخدم فيما يتعلق بعدد المواضع. يمكن وضع غسالة مسننة خاصة تقع أسفل صمولة التثبيت بحيث يتم إدخال السن في واحدة من عدد من الفتحات بطريقة تحد من عدد المواضع المتاحة للاختيار. على سبيل المثال إذا كانت هناك حاجة إلى أربعة أوضاع فقط على مفتاح اثني عشر موضعًا، فيمكن وضع الغسالة بحيث يمكن تحديد أربعة مواضع تحويل فقط عند الاستخدام.

## صالة عرض

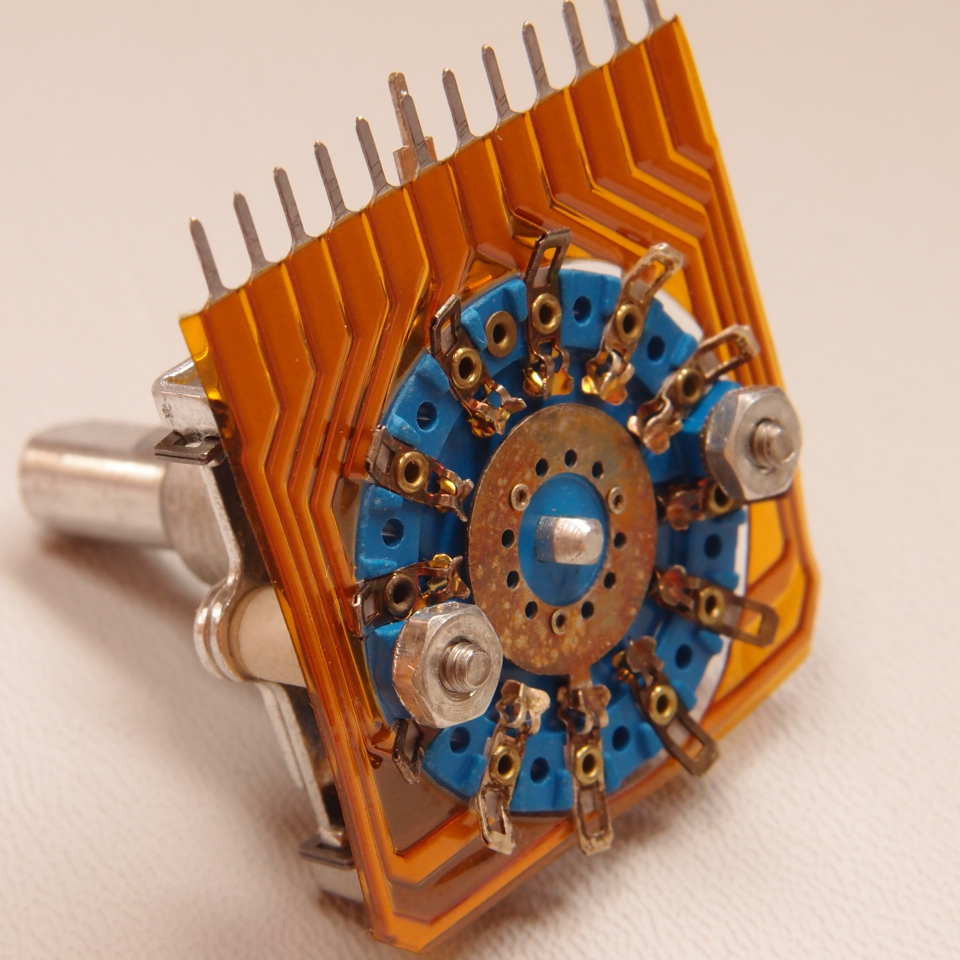
منظر سفلي لمفتاح دوار ذي 12 وضعًا يُظهر ممسحة وجهات اتصال.
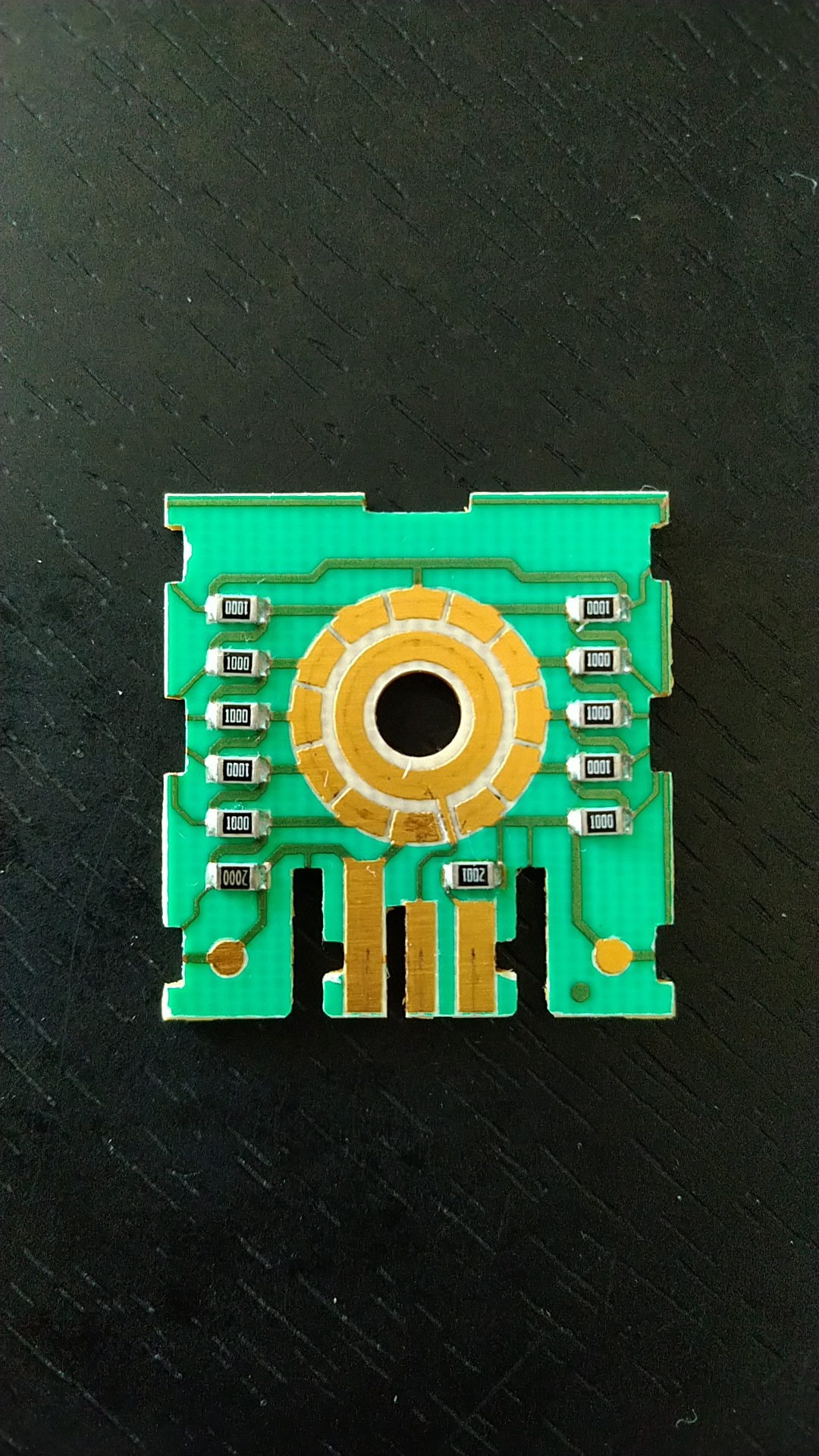
دائرة التبديل الدوارة.
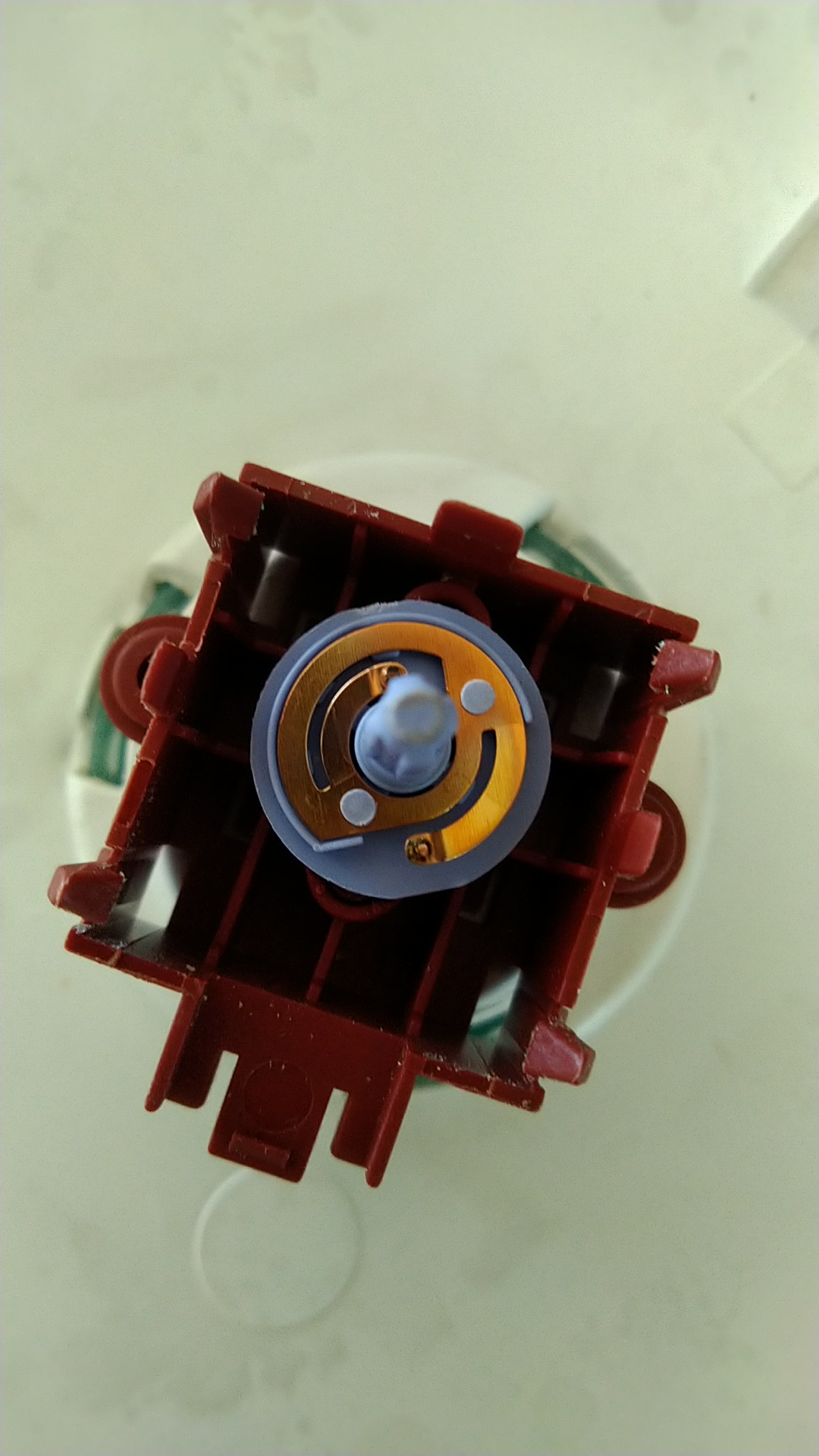
مقبض مفتاح دوار كما هو موضح من الأسفل.